# 伊萬·帕斯托爾
伊萬·帕斯托爾（Iván Pastor，1980年2月18日—），是一名出生於西班牙阿利坎特的帆船運動員，他曾參加2004年、2008年、2012年和2016年四屆夏季奧運，最好名次是2004年奧運會公開Multihull級的第八名。。

## 參賽紀錄
| 年份 | 賽事           | 主辦城市 | 名次   | 項目       |
| ---- | -------------- | -------- | ------ | ---------- |
| 2004 | 奧林匹克運動會 | 雅典     | 第12名 | 米斯特拉板 |
| 2008 | 奧林匹克運動會 | 北京     | 第9名  | 風浪板     |
| 2012 | 奧林匹克運動會 | 倫敦     | 第16名 | 風浪板     |

## 外部連結
- Iván Pastor's official page （页面存档备份，存于）